# Marcel Riesz
Pour les articles homonymes, voir Riesz.
Marcel Riesz (en hongrois : Riesz Marcell) (1886-1969) est un mathématicien hongrois, élève de Lipót Fejér.

## Biographie et travaux
Invité par Gösta Mittag-Leffler à l'Académie de Stockholm en 1908, il a passé en Suède le reste de sa vie. Il a dirigé entre autres les thèses de Harald Cramér, Lars Gårding, Einar Hille et Lars Hörmander. À partir de 1926, il fut professeur à l'université de Lund. Il est connu pour ses travaux en analyse, sur les équations aux dérivées partielles, les séries divergentes, les algèbres de Clifford et la théorie des nombres.
Il était le frère cadet du mathématicien Frigyes Riesz.

## Publications
- (en) Collected papers, Springer Verlag, 1988, 897 p. (ISBN 978-3-540-18115-6, lire en ligne)
- (en) Clifford numbers and spinors, Kluwer Academic Publ., coll. « Fundamental Theories of Physics » (no 54), 1993 (1re éd. 1958) (ISBN 978-0-7923-2299-3)